# (3528) Counselman
(3528) Counselman est un astéroïde de la ceinture principale.

## Description
(3528) Counselman est un astéroïde de la ceinture principale. Il fut découvert le 2 mars 1981 à Siding Spring par Schelte J. Bus. Il présente une orbite caractérisée par un demi-grand axe de 2,53 UA, une excentricité de 0,16 et une inclinaison de 7,5° par rapport à l'écliptique.

## Compléments